# Kahramanmaraş
Kahramanmarash (en turco: Kahramanmaraş, 'Heroica Maraş'; en latín: Germanicia Cesarea) es una ciudad de Turquía, capital de la provincia de Kahramanmaraş en la Región de Anatolia Suroriental. La ciudad está situada en una llanura a los pies de los montes Tauro y tiene una población de 1 154 102 hab. (2020). La región es conocida por su producción de Salep, una harina hecha de tubérculos secos de orquídeas, empleada en una bebida caliente consumida en toda Turquía y en un helado típico.

## Historia
Kahramanmarash fue fundada como una ciudad-Estado hitita hacia el año 1000 a. C. Más tarde, la ciudad se llamó Germanicia Cesarea en la época de los imperios romano y bizantino.
Antes de 1973, Kahranmanmarash era conocido como Maraş o Marash. No obtuvo su nombre actual hasta el 7 de octubre de 1973, cuando la Gran Asamblea Nacional de Turquía añadió "Kahraman" al nombre. La adición de "Kahraman" («heroica» en turco) fue en conmemoración de la victoria contra la Legión francesa de Armenia durante la batalla de Maraş, desarrollada desde el 21 de enero al 12 de febrero de 1920, en la Guerra de Independencia Turca. Después de la guerra, Maraş también recibió la Medalla turca de la Independencia, dado a la ciudad en su conjunto de medidas como el incidente del imán Sütçü.
En diciembre de 1978, en Kahramanmarash tuvo lugar una masacre de izquierdistas alevíes. Un grupo de ultranacionalistas, los Lobos Grises, incitaron a la violencia que dejó más de mil muertos. El incidente fue de importancia clave en la decisión del Gobierno turco de declarar la ley marcial y el siguiente golpe militar del  12 de septiembre de 1980.